# الفيلق الجبلي التاسع والاربعين (الفيرماخت)
الفيلق الجبل التاسع والاربعي كان فيلق جبلي للجيش الألماني خلال الحرب العالمية الثانية التي شاركت في غزو يوغوسلافيا. 
في يونيو 1941، شارك في عملية بربروسا كجزء من مجموعة الجيوش الجنوبية. قاتل في معركة اومان، ومعركة بحر أزوف، ومعركة روستوف (1941)، وعملية كيرش - إلتيجين (1943). قاتل الفيلق بقية الحرب على الجبهة الشرقية وانسحب عبر أوكرانيا وسلوفاكيا إلى المنطقة المحيطة بهافليتشكوف برود في بوهيميا، حيث استسلم للسوفيات في مايو 1945.

## القادة
قيادة الجنرالات
- جنرال دير جبيرجستروب لودويغ كوبلر (25 أكتوبر 1940 - 19 ديسمبر 1941)
- جنرال دير جبيرجستروبي رودولف كونراد (19 ديسمبر 1941 - 26 يوليو 1943)
- الجنرال دير إنفانتير هيلج أليب (26 يوليو - 15 أغسطس 1943)
- الجنرال دير جبيرجستروبي رودولف كونراد (15 أغسطس 1943 - 15 فبراير 1944)
- الجنرال دير إنفانتري فريدريش كوشلينج (15 فبراير - 15 مارس 1944)
- الجنرال دير جبيرجستروبي رودولف كونراد (15 مارس - 10 مايو 1944)
- جنرال دير المدفعية والتر هارتمان (10 مايو - 26 يوليو 1944)
- الجنرال دير إنفانتيرى فرانز باير (26 يوليو - 4 أغسطس 1944)
- جنرال دير المدفعية والتر هارتمان (4-5 أغسطس 1944)
- جنرال دير جيبرجستروب كارل كارل لو سوير (5 أغسطس 1944 - 8 مايو 1945)

رؤساء الأركان
- أوبرست فرديناند جودل (25 أكتوبر 1940 - 6 يناير 1942)
- اللواء جوزيف كوبلر (6 يناير 1942 - 19 يناير 1943)
- أوبرست وولف ديتريش فون زيلاندر (19 يناير - 1 يونيو 1943)
- أوبرست إرنست مايكل (1 يونيو - 5 أغسطس 1943)
- أوبرست فيلهلم هايدلين (5 أغسطس 1943 - 30 مايو 1944)
- أوبرست كورت فون إينيم (30 مايو - 5 أغسطس 1944)
- أوبرست فيلهلم هايدلين (5 أغسطس 1944 - 1 فبراير 1945)
- Oberstleutnant Ludwig von Eimannsberger (1 فبراير - 5 أبريل 1945)
- Oberstleutnant Werner Vogl (5 أبريل - مايو 1945)